# Ansola
Ansola is een geslacht van weekdieren uit de klasse van de Gastropoda (slakken).

## Soorten
- Ansola angulosa Golikov & Kussakin, 1978
- Ansola angustata (Pilsbry, 1901)
- Ansola labiosa Golikov & Kussakin, 1978